# 서해삼육중학교
서해삼육중학교(西海三育中學校)는 대한민국 충청남도 홍성군 광천읍 광천리에 있는 사립 중학교이다.

## 학교 연혁
- 1954년 9월 1일 : 광천 삼육학교 개교, 손재린 교장 취임(초대)
- 1955년 1월 10일 : 광천삼육 고등공민학교 인가
- 1955년 4월 22일 : 광천삼육 고등공민학교 개교
- 1963년 2월 9일 : 광천삼육중학교 인가
- 1963년 12월 12일 : 광천삼육실업고등학교 인가
- 1966년 2월 10일 : 중학교 제1회 졸업식
- 1995년 11월 13일 : 본관 교사 준공
- 1997년 4월 12일 : 본교 교사 증축(1,404평)
- 1997년 8월 21일 : 서해삼육중학교로 교명 변경
- 2000년 8월 30일 : 강당 겸 체육관(한빛관) 준공
- 2003년 7월 1일 : 여기숙사(에스더관) 준공(345평)
- 2023년 9월 1일 : 제24대 김숙이 교장 취임
- 2023년 12월 28일 : 중학교 제59회 32명 졸업(누계 2,221명)
- 2023년 12월 28일 : 고등학교 제58회 55명 졸업(누계 5,203명)

## 참고 자료
- 서해삼육중학교 - 한국교육학술정보원 학교알리미